# Wilhelm Mautner
 Wilhelm Mautner (geboren 28. November 1889 in Wien, Österreich-Ungarn; gestorben 1944 im KZ Auschwitz) war ein österreichischer Ökonom und Prokurist der Rotterdamse Bank sowie Kunstsammler.

## Leben
Mautner besuchte zunächst die Wiener Handelsakademie, die er mit Auszeichnung absolvierte, und war in den Jahren 1907 bis 1914 im Bankfach und in der Industrie tätig, zuletzt in Paris. Neben der Berufstätigkeit hatte er in Wien und Paris schon Universitätsstudien betrieben. Bei Kriegsbeginn kehrte er in die Heimat zurück, um seinen Militärdienst bei einem Artillerie-Regiment abzuleisten. Nach dem Krieg studierte Mautner Staatswissenschaften in Wien und Tübingen, wo er sein Studium nach sieben Semestern zum Abschluss brachte. Mautner wurde 1919 in Staatswissenschaften an der Universität Tübingen promoviert. Das Nachwort zu seiner Dissertation über den Bolschewismus schloss er am Tag der deutschen Unterzeichnung des Friedensvertrags von Versailles, dem 28. Juni 1919, ab, die Veröffentlichung erfolgte ein Jahr später, als schon, wie er im Vorwort zur Buchausgabe betonte, viele seiner Ergebnisse durch die politischen Ereignisse überholt waren. Im Jahr 1919 zog er in die Niederlande und lebte von 1929 bis 1944 in Amsterdam. Er war unverheiratet und hatte keine Kinder. Am 22. Juli 1942 setzte er testamentarisch seinen Bruder in Ohio, Vereinigte Staaten, zum Alleinerben ein. Während des Zweiten Weltkrieges versuchte er als Jude erfolglos dem NS-Regime zu entkommen. Mautner versuchte mit der Hilfe seines Bruders, ein Visum für die Vereinigten Staaten zu bekommen. Im Dezember 1943 wurde er während einer Judenrazzia in Amsterdam verhaftet. Am 20. Januar 1944 wurde er aus dem Durchgangslager Westerbork ins Ghetto Theresienstadt deportiert. Hier hat er an der sogenannten Universität Theresienstadt, einer von den Häftlingen organisierten Lageruniversität Vorlesungen abgehalten.  Aus Theresienstadt wurde er am 29. September 1944 ins KZ Auschwitz-Birkenau gebracht, wo er ermordet wurde.

## Kunstsammlung

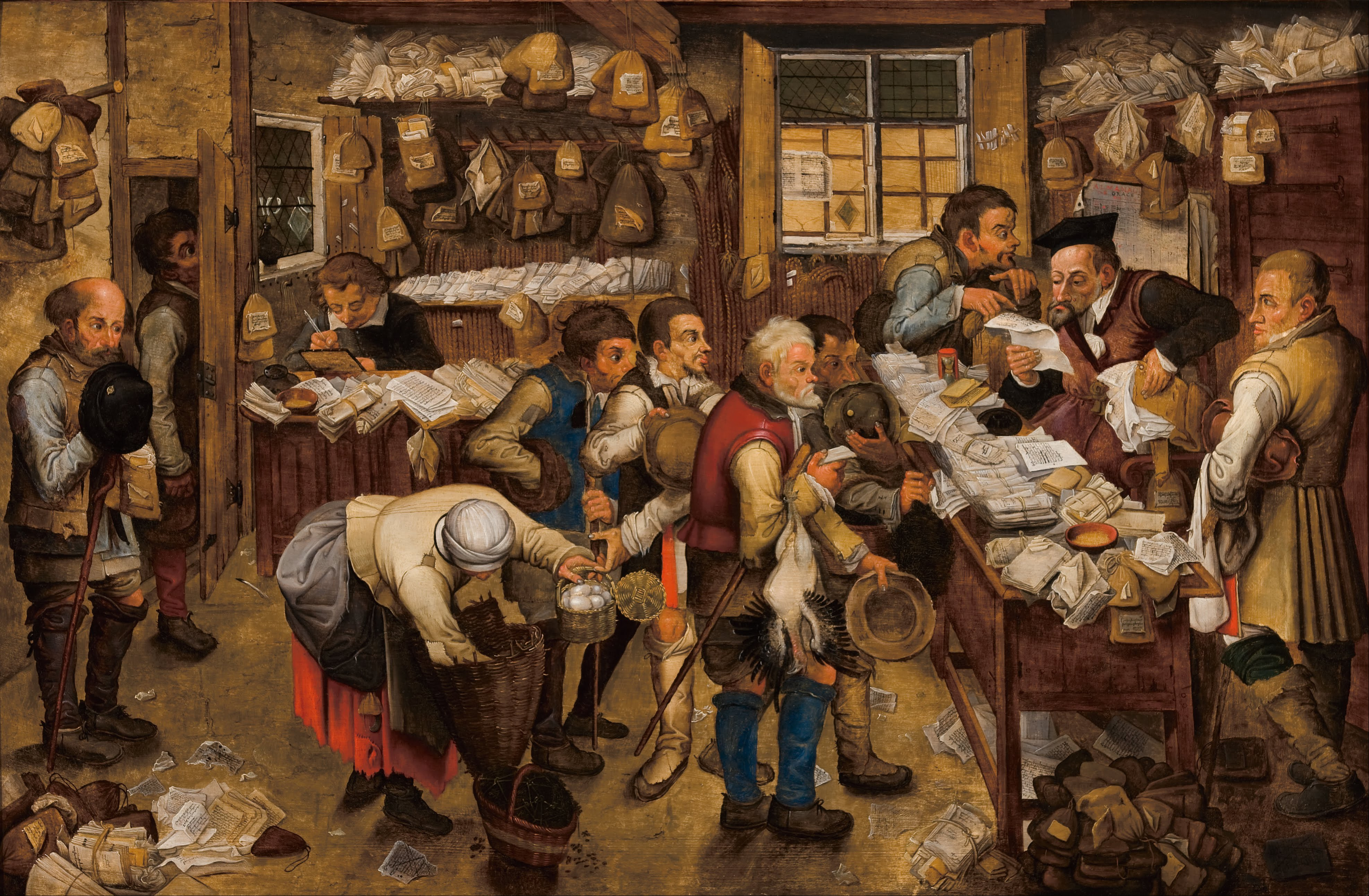
Pieter Brueghel der Jüngere: Ein Steuereintreiberbüro, 1618

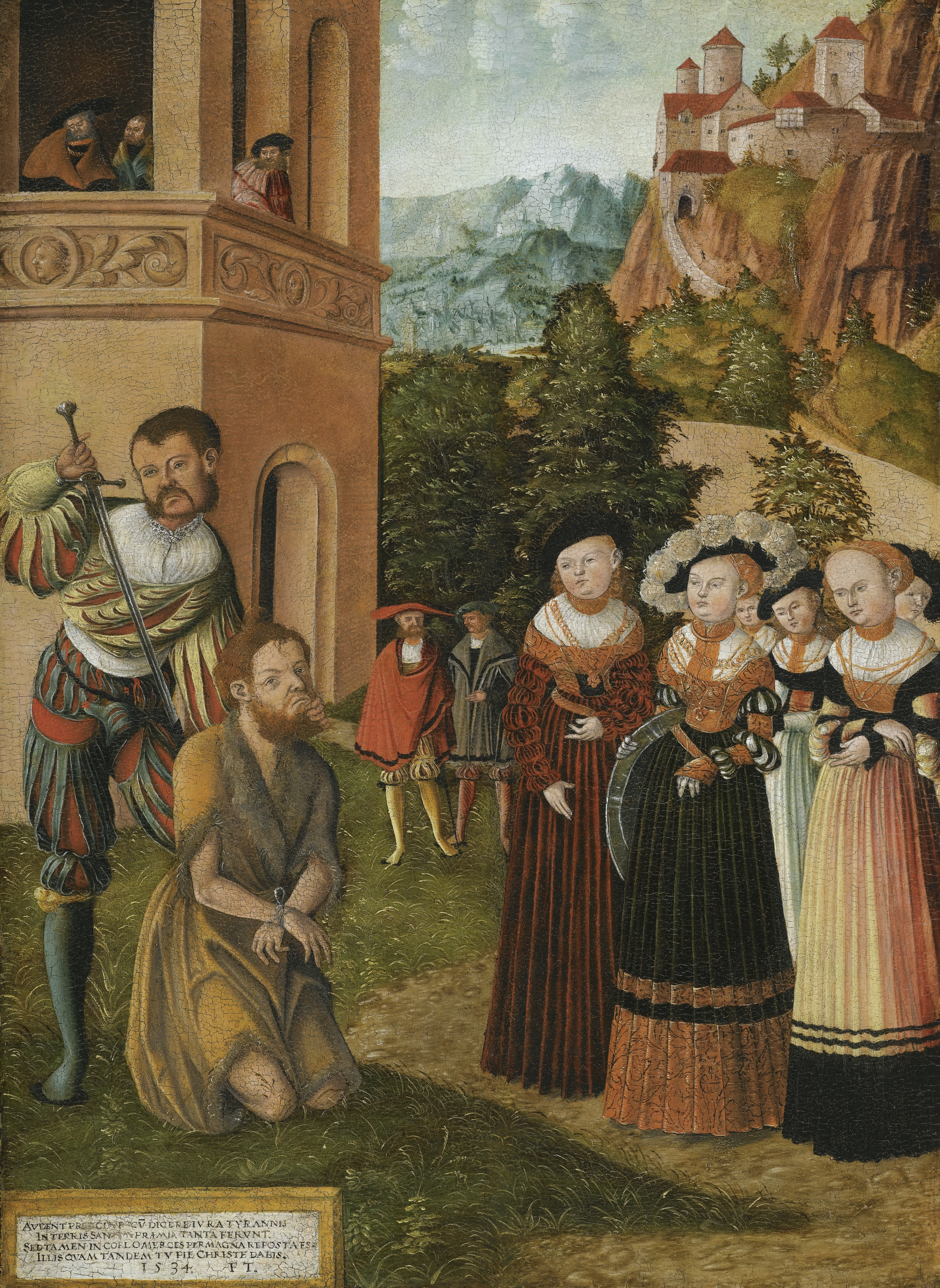
Franz Tymmermann: Die Enthauptung Johannes des Täufers, 1534

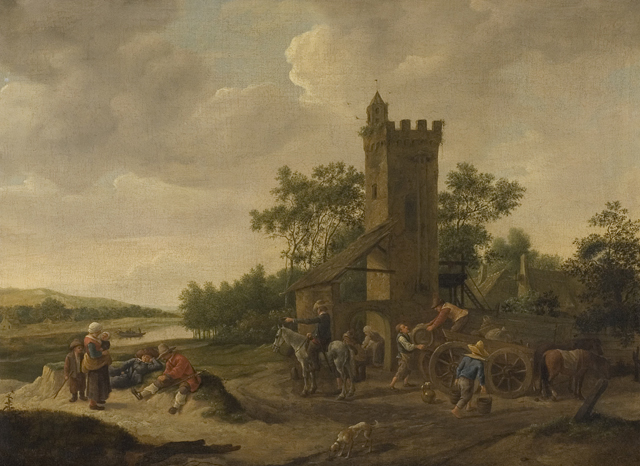
Jan Steen: Flusslandschaft mit Figuren und einem Wagen vor einem Turm

Mautner war Kunstsammler. Er hatte wohl, als er 1919 nach Amsterdam kam, mit dem Sammeln begonnen und publizierte gelegentlich nicht nur über wirtschaftliche, sondern auch über kunsthistorische Fragen. Während des Zweiten Weltkrieges stand er in Kontakt mit Max J. Friedländer, in dessen Tagebuch er wiederholt erwähnt wird und setzte den Erwerb von Kunstwerken fort, was ihm ab 1942 aufgrund seiner jüdischen Herkunft verboten war. 15 Gemälde versteckte er vor dem Zugriff der Deutschen bei dem Sammler Dr. J. A. van Dongen am Museumplein in Amsterdam. Dieser bewahrte sie bis in die Nachkriegszeit auf. Vermutlich kaufte er die Werke dann von den Erben Mautners. Mautner verkaufte während des Krieges zwölf Werke, hauptsächlich aus dem 19. Jahrhundert, an W. Kadzik aus Wien. Mautner konnte wegen seiner jüdischen Herkunft nicht als Verkäufer auftreten, so dass er seinen Freund, den deutsch-niederländischen Kunstsammler Hans Alfred Wetzlar bat, die Formalitäten zu erledigen.
Andere Werke verkaufte Mautner 1943 über Kunsthändler, unter anderem an den Sonderauftrag Linz. Drei dieser Werke wurden nach dem Krieg Teil der NK-Sammlung der Stichting Nederlands Kunstbezit:
- Pieter Brueghel der Jüngere, Ein Steuereintreiberbüro, 1618.[9]
- Franz Tymmermann, Die Enthauptung Johannes des Täufers, 1534[10]
- Jan Steen, Flusslandschaft mit Figuren und einem Wagen vor einem Turm, drittes Viertel des 17. Jhd.[11]

2009 und 2012 restituierte die niederländische Regierung alle drei Gemälde an die Erben Mautners.

## Veröffentlichungen
- Der Bolschewismus. Voraussetzungen, Geschichte, Theorie, zugleich eine Untersuchung seines Verhältnisses zum Marxismus. Kohlhammer, Berlin 1920 [Tübinger Staatswissenschaftliche Abhandlungen]
- Die Verschuldung Europas. Frankfurter Sozietäts-Druckerei, Frankfurt a. M. 1923
- Zur Geschichte des Begriffs „Diktatur des Proletariats“, in: Archiv für die Geschichte des Sozialismus und der Arbeiterbewegung, hrsg. v. Carl Grünberg, 12 (1926) [Nachdruck Graz 1966], S. 280 – 283.
- Wirtschaftsstatistik und Politik, in: Der Eiserne Steg. Jahrbuch 1926 des Buchverlages der Frankfurter Societäts-Druckerei. Frankfurt
- mit Werner von Knorre: Die russische Erdölwirtschaft. Ein Beitrag zur wirtschaftswissenschaftlichen Erkenntnis der Produktions-, Zirkulations- und Konsumtionsverhältnisse wichtiger Welthandelsgüter, Berlin; Wien Verlag für Fachliteratur 1927. Aus: Petroleum, 1927, Nr. 9, 13 u. 18
- Der Kampf um und gegen das russische Erdöl. Manzsche Verlags- und Universitäts-Buchhandlung, Wien, Leipzig 1929.
- American capital in the D.E.I. petroleum industry[12][13]. DeGolyer and MacNaughton, Dallas, Texas, 1937.
- The position of the Dutch East Indies in the international petroleum industry. Manuskript. o. J. [1937]